# Amegilla imitata
Amegilla imitata är en biart som först beskrevs av Rayment 1951.  Amegilla imitata ingår i släktet Amegilla och familjen långtungebin. Inga underarter finns listade i Catalogue of Life.